# Балта (Новосибирская область)
Балта — деревня в Мошковском районе Новосибирской области. Центр Балтинского сельсовета.
Площадь деревни — 126 гектаров.

## Население
| 2002 | 2007 | 2010 |
| ---- | ---- | ---- |
| 646  | ↗700 | ↘626 |

## История
Деревня получила своё название из татарского языка от слова «топор».

## Учреждения
В Балте по данным на 2006 год функционируют 1 учреждение здравоохранения, 1 образовательное учреждение.
В деревне расположена РМОУ Балтинская средняя общеобразовательная школа, которая в 2001 году была признана лучшей школой Мошковского района. Школа располагается в двухэтажном каменном здании.

## Экономика
В Балте осуществляют деятельность два сельскохозяйственных предприятия:
- ООО «Нива»;
- ООО «Оратай».

В 2010 году открылось предприятие по переработке мяса ООО «Балтинский комбинат полуфабрикатов».
Всего в Балте по данным на 2006 год расположено 2 промышленных объекта, 6 объектов сельскохозяйственного производства.

## Известные жители и уроженцы
- Иванова, Ирина Фёдоровна (1917—2002) — Герой Социалистического Труда.